# Genevieve Padalecki
Genevieve Padalecki, flicknamn: Cortese, född 8 januari 1981 i San Francisco, Kalifornien, är en amerikansk skådespelerska.
Hon är sedan 2010 gift med Jared Padalecki, som hon träffade när hon spelade rollen som Ruby i TV-serien Supernatural. De har tre barn tillsammans.

## Filmografi
| År         | Titel                           | Roll                                    | Noteringar           |
| ---------- | ------------------------------- | --------------------------------------- | -------------------- |
| 2004       | Death Valley                    | Amber                                   |                      |
| 2005       | Unraveled                       |                                         | Kortfilm             |
| 2005       | Död zon                         | Chloe Greeg / Laura Tierney             | Avsnitt "Still Life" |
| 2005       | Kids in America                 | Ashley Harris                           |                      |
| 2005–2008  | Wildfire                        | Kris Furillo                            | 52 avsnitt           |
| 2006       | Bickford Shmeckler's Cool Ideas | Toga Girl                               |                      |
| 2006       | Life Is Short                   | Ashley                                  | Kortfilm             |
| 2007       | Salted Nuts                     | Jen                                     |                      |
| 2008, 2011 | Supernatural                    | Ruby, Kathy/Kristy, Jane Doe, sig själv | 13 avsnitt           |
| 2009–2010  | FlashForward                    | Tracy Stark                             | 10 avsnitt           |
| 2012       | Hated                           | Veronica                                |                      |